# San’in

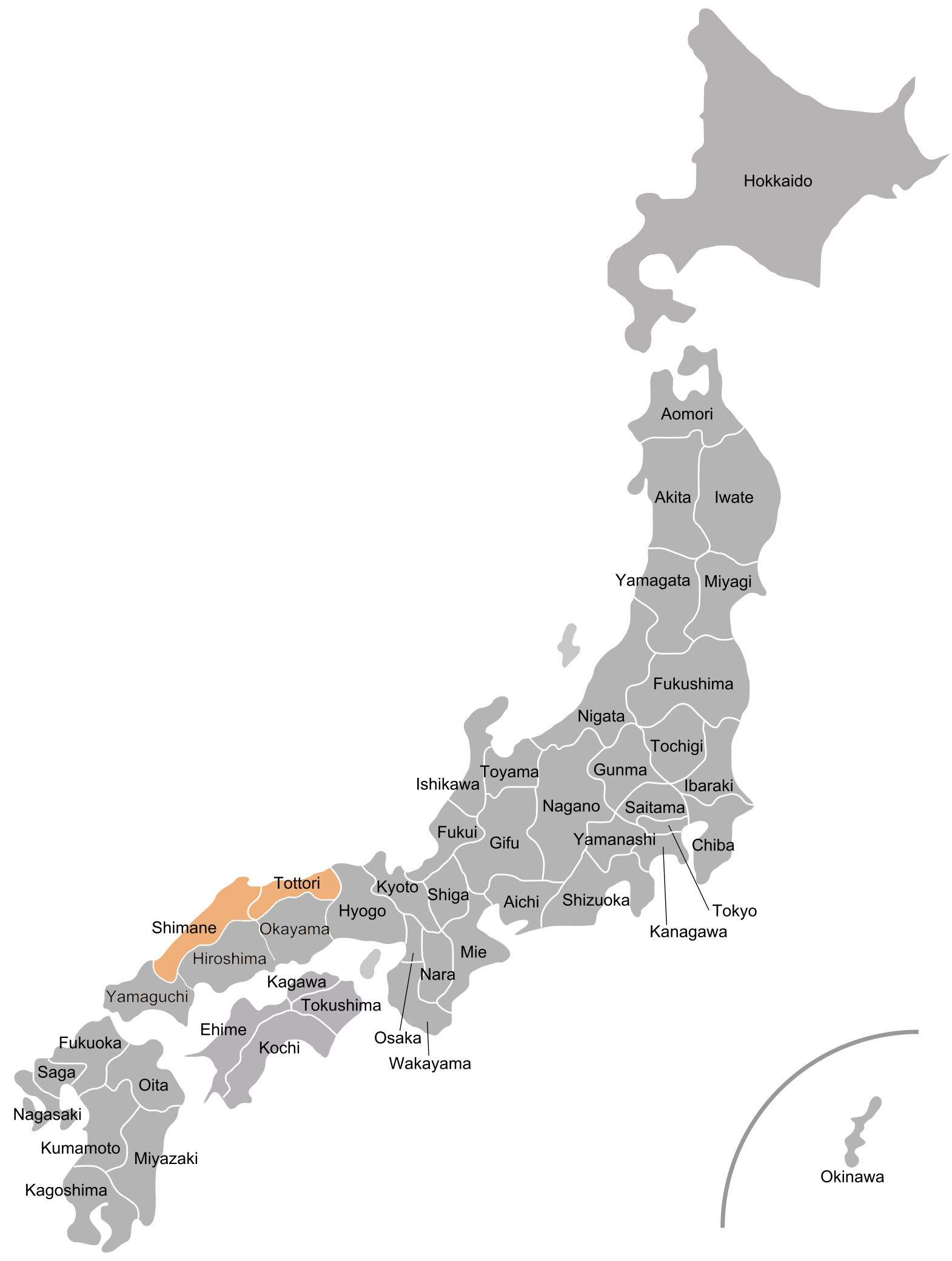
Oblast San’in

San’in (japonsky 山陰地方, San’in-čihó) je název pro oblast na jihu japonského ostrova Honšú. Tvoří severní část regionu Čúgoku, část přiléhající k Japonskému moři. Název San’in znamená „zastíněná strana hory“ a je kladen do protikladu k jižní oblasti San’jó neboli „slunné straně hory“. Za součást oblasti San’in jsou běžně považovány prefektury Šimane, Tottori a severní část prefektury Jamaguči.